# Total Bases
In der Baseballstatistik gibt der Wert der Total Bases die Gesamtzahl der Bases an, die ein Spieler durch Hits erzielt hat. In Box Scores (einem Diagramm, das im Baseball zur Darstellung von Daten über die Leistung eines Spielers in einem bestimmten Spiel verwendet wird) und anderen statistischen Zusammenfassungen werden die Total Bases oft mit der Abkürzung TB angegeben.

## Formel
{\displaystyle TB={({\mathit {1B}})+(2\times {\mathit {2B}})+(3\times {\mathit {3B}})+(4\times {\mathit {HR}})}}
Es handelt sich um eine gewichtete Summe, bei der der Gewichtungswert 1 für ein Single, 2 für ein Double, 3 für ein Triple und 4 für einen Home Run ist. So ergeben beispielsweise drei Singles drei TB, ein Double und ein Homerun sechs TB und drei Triples neun TB. Wenn ein Schlagmann (Batter) in 100 Durchgängen jeweils 10 Singles, 10 Doubles, 10 Triples und 10 Home Runs erzielt, aber auch 60 Mal vorzeitig ausscheidet, erzielt er damit einen Wert von TB = 10 + 20 + 30 + 40 = 100.
Nur Bases, die durch Hits erzielt werden, zählen zu dieser Gesamtzahl. Das Erreichen einer Base auf andere Weise (z. B. durch ein Base on Balls) oder das Weiterkommen nach einem Hit (z. B. wenn ein nachfolgender Batter einen Hit erzielt) erhöht nicht die TB des Spielers.
Die Total Bases geteilt durch die Anzahl der At Bats (d. h. der Häufigkeit, wie oft ein Schlagmann gegen einen Werfer antritt) gibt den Slugging-Prozentsatz des Spielers.

## Rekorde in der amerikanischen Profiliga MLB
Hank Aaron ist mit 6.856 TB in seiner Karriere der bisherige Rekordhalter der amerikanischen Profiliga MLB. Da er den größten Teil seiner Karriere in der National League verbracht hat, hält er mit 6.591 TB auch den Rekord in dieser Liga. Aaron hat in 15 verschiedenen Saisons 300 oder mehr Bases erzielt. Aaron betrachtete diesen Rekord als seine stolzeste Errungenschaft, noch vor seinem Home-Run-Rekord seiner Karriere, weil er der Meinung war, dass er seine Leistung als Teamspieler besser widerspiegelt. Ty Cobbs 5.854 TB stellen den Rekord der American League dar.
Die Rekorde für eine Saison in der MLB und der American League werden von Babe Ruth gehalten, der 1921 in einer Saison 457 TB erzielte. In der darauffolgenden Saison stellte Rogers Hornsby den Rekord der National League auf, als er 450 TB erzielte.
Shawn Green hält mit 19 TB den Rekord für alle Bases in einem Spiel. In der National League erzielte Green am 23. Mai 2002 vier Homeruns, einen Single und einen Double für die Los Angeles Dodgers gegen die Milwaukee Brewers. Den entsprechenden Rekord in der American League hält Josh Hamilton, der für die Texas Rangers in einem Spiel gegen die Baltimore Orioles am 8. Mai 2012 vier Homeruns und ein Double (18 TB) erzielte.
Dustin Pedroia hat in der regulären Saison mit 15 den höchsten Wert für TB  in einem einzigen Interleague-Spiel erzielt. Pedroia erzielte drei Homeruns, eine Single und ein Double für die Boston Red Sox am 24. Juni 2010 in einem Spiel gegen die Colorado Rockies im Coors Field.
Die Boston Red Sox (2003) und die Minnesota Twins (2019) halten mit 2.832 TB gemeinsam den Mannschaftsrekord der American League für eine Saison; den Rekord der National League halten die Colorado Rockies (2.748 TB) aus dem Jahr 2001. Die Red Sox halten auch den Rekord für die meisten TB eines Teams in einem Spiel: Sie erzielten 60 TB bei einem 29:4-Sieg gegen die St. Louis Browns am 8. Juni 1950.
Unter den Pitchern der Major League hat Phil Niekro in seiner Karriere die meisten Bases vergeben (7.473 TB), während Robin Roberts (555 TB im Jahr 1956) den Rekord für eine Saison hält. Der Rekord für die Anzahl der von einem Pitcher in einem einzigen Spiel zugelassenen Bases liegt bei 42, aufgestellt von Allan Travers von den Detroit Tigers.

### Postseason
Zwei Spieler haben in einem Postseason-Spiel 14 Bases erzielt. Albert Pujols ist der einzige Spieler, dem dies in der World Series gelungen ist. Er schaffte dies für die St. Louis Cardinals in Spiel 3 der World Series 2011, als er zwei Singles und drei Homeruns hatte. Bob Robertson schaffte dieses Kunststück ebenfalls für die Pittsburgh Pirates in Spiel 2 der National League Championship Series 1971 mit einem Double und drei Homeruns. David Freese hält den Rekord für eine einzelne Postseason mit 50 TB während der Playoffs 2011 für die St. Louis Cardinals, während Derek Jeter den Karriere-Rekord für eine Postseason mit 302 TB alle mit den New York Yankees.
Die Boston Red Sox erzielten bei ihrem 23:7-Sieg über die Cleveland Indians in Spiel 4 der American League Division Series 1999 insgesamt 45 Bases, ein Rekord für die Nachsaison. Die meisten Total Bases eines Teams in einem World-Series-Spiel erzielten die Atlanta Braves in Spiel 5 der World Series 1991, als sie die Minnesota Twins mit 14–5 besiegten.

### All-Star Games der MLB
Ted Williams erzielte beim All-Star Game 1946 einen Rekord von 10 Bases (zwei Singles und zwei Homeruns), für die American League. Im Jahr 1954, als die American League mit 29 und die National League mit 23 Spielern vertreten war, wurden mit 52 die meisten TB in einem einzigen All-Star Game erzielt. Die meisten TB eines Teams in einem All-Star Game wurden mit einem Wert von 29 von der American League 1954 als auch 1992 erzielt. Die National League erzielte im Spiel von 1951 die meisten Bases (25 TB).